# Bolton (Grande Manchester)
Bolton (IPA /ˈboʊltən/, 139403 ab.) è il capoluogo e centro amministrativo dell'omonimo borgo metropolitano nella Grande Manchester.
Sorge a circa 15 km a nordovest di Manchester ed era storicamente parte del Lancashire, contea cui appartenne fino alla riforma amministrativa del 1974.
Nacque come piccolo stanziamento nella brughiera conosciuto con il nome di "Bolton le Moors".
Durante la Guerra civile inglese il borgo si schierò con il Parlamento.
Nel 1644 fu occupata da tremila soldati realisti guidati dal principe Rupert del Reno.
Tale attacco, in seguito conosciuto come il Massacro di Bolton, si concluse con 1600 abitanti uccisi e 700 tratti prigionieri.
Reebok, famosa azienda di abbigliamento sportivo, ha la propria sede a Bolton.
In ambito sportivo la località è nota per il suo club calcistico, il Bolton Wanderers, che disputa i suoi incontri interni a Horwich, altra località del borgo.